# Zira nitens
Zira nitens es una especie de insecto coleóptero de la familia Chrysomelidae, descrita en 2004 por Reid & Smith.